# 사우드가
사우드가(아랍어: آل سعود)는 현 사우디아라비아의 통치 왕조이다. 가문은 디리야 토후국(1727-1818)의 창립자인 무함마드 이븐 사우드와 그 형제들의 후손들로 구성되나, 핵심 권력층은 사우디아라비아 왕국의 창립자인 이븐 사우드의 후손으로 구성되어 있다. 더 넓게는 무사일리마를 배출한 유력 아랍 부족인 바누 하니파족의 일부이다. 전제군주인 사우디아라비아 국왕과 그 일가를 중심으로 하여 사우디아라비아의 정치, 경제의 많은 부분을 통제하고 있다.

## 같이 보기
- 알아스 셰흐
- 베두인
- 사우디아라비아 국왕